# Sandomierz
Sandomierz ou Sandomir (en latin Sandomiria) est une ville de Pologne, chef-lieu d'un district (powiat), située dans la voïvodie de Sainte-Croix, à 200 km au sud de Varsovie.

## Situation géographique
Sandomierz se situe sur la Vistule, à proximité de son confluent avec le San. Le site de la ville se trouve sur un plateau dominant toute la vallée. Sandomierz est un nœud routier important. Les limites administratives de la voïvodie séparent la ville de Tarnobrzeg, voïvodie de Rzeszów.

## Histoire
Sandomierz est une des plus anciennes villes polonaises. Des fouilles archéologiques ont permis d’établir qu’au néolithique le site était déjà habité. Une ville est apparue au début du Moyen Âge, tirant avantage de sa situation sur d’importantes routes commerciales et au point de confluence du San et de la Vistule. La première mention historique de la ville date du début du XIIe siècle quand le chroniqueur Gallus Anonymus la range dans les principales villes polonaises, aux côtés de Cracovie et de Wrocław.
Quand Boleslas III le Bouche-Torse partage la Pologne entre ses fils, Sandomierz devient la capitale du duché de Sandomierz, issu du démembrement territorial du royaume de Pologne. Au XIIIe siècle, la ville est dévastée à plusieurs reprises par les Mongols. En 1286, Lech II le Noir reconstruit la ville et lui accorde les droits de Magdebourg.
À la suite de la réunification des territoires polonais au XIVe siècle, le duché de Sandomierz est intégré au royaume sous forme de voïvodie. Une commune juive y est créée. À cette époque, la ville compte 3 000 habitants et est une des plus grandes villes du pays. Au milieu du XIVe siècle, Sandomierz est incendiée par les Lituaniens. Le plan de la ville n’a pratiquement pas changé depuis lors.
La ville a continué à prospérer jusqu’au XVIIe siècle. En 1570, un accord y est conclu sur la coexistence pacifique des religions. L’âge d’or de la ville a brutalement pris fin en 1655 quand les Suédois s’emparent de la ville durant le Déluge, une des périodes les plus sombres de l’histoire de la Pologne. Après avoir brièvement occupé la ville, les Suédois se sont retirés après avoir détruit le château et fortement endommagé les autres constructions. Par la suite, la régression économique de la Pologne affecte fortement la ville. En 1698, les Juifs, accusés de crimes rituels, sont chassés de la ville. Ils ne reviendront qu’en 1862. Un grand incendie en 1757 et le premier partage de la Pologne en 1772, qui place Sandomierz en Autriche, contribuent au déclin de la cité.

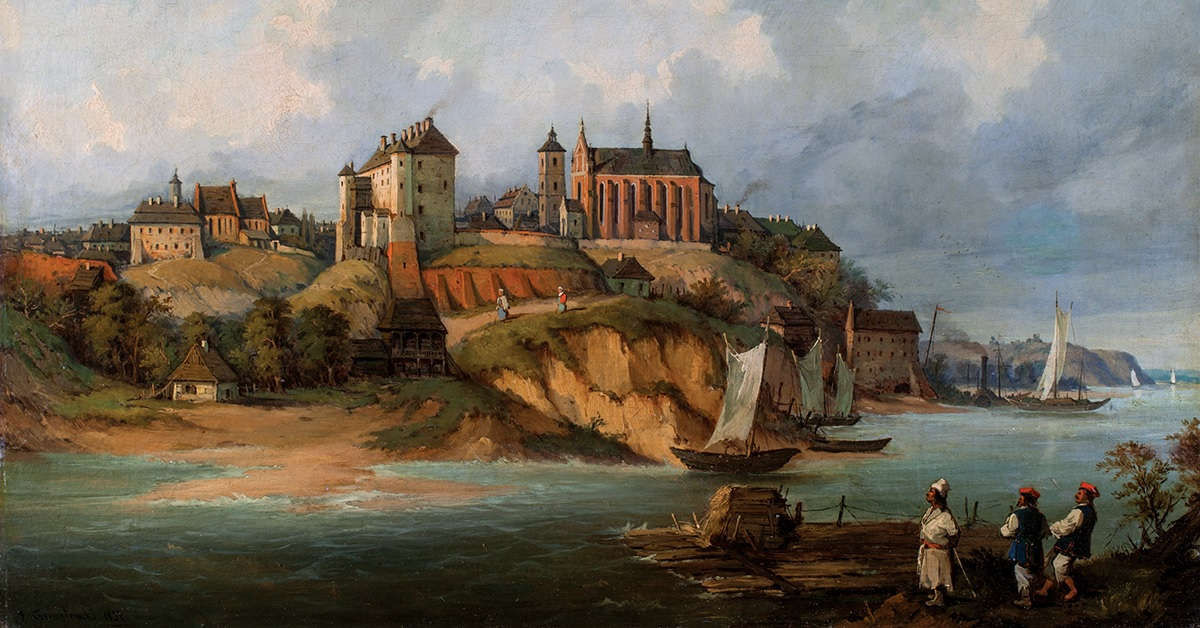
Józef Szermentowski - "Vue de Sandomierz depuis la Vistule" - Peinture sur huile (1855)

En 1809, la ville est partiellement détruite pendant la guerre entre l’Autriche et le Duché de Varsovie. En 1815, la ville est incorporée dans le royaume du Congrès. La ville compte alors 2 640 habitants. En 1818, elle devient un siège épiscopal. Ensuite elle fait partie de l'Empire russe. La ville subit encore de lourds dommages pendant la Première Guerre mondiale et est occupée par l'armée autrichienne.
En 1918, Sandomierz fait partie de la Pologne ressuscitée. Durant l’entre-deux-guerres, la ville est choisie comme capitale de la région industrielle centrale (Centralny Okręg Przemysłowy), vaste projet industriel qui devait contribuer à moderniser l’économie du pays. La Seconde Guerre mondiale n’a pas permis au projet d’être mené à bien et la ville n’est pas devenue un centre industriel. Les Allemands s’emparent de la ville en septembre 1939 et la rattachent au Gouvernement général. La population juive de la ville (environ 2 500 personnes, 40 % des habitants de la ville) disparaît, principalement dans les camps d’extermination de Belzec et de Treblinka.
La ville est libérée par l’Armée rouge en août 1944. Depuis la fin de la guerre, la ville s’est très peu industrialisée, ce qui lui a permis de garder son charme de petite ville provinciale. En 1999, la ville est devenue le chef-lieu d’un comté (powiat).

## Économie
- tourisme
- industrie du verre (Pilkington-Sandoglass)
- industries alimentaires (transformation des produits agricoles)
- imprimerie
- chantier naval et port fluvial

## Tourisme

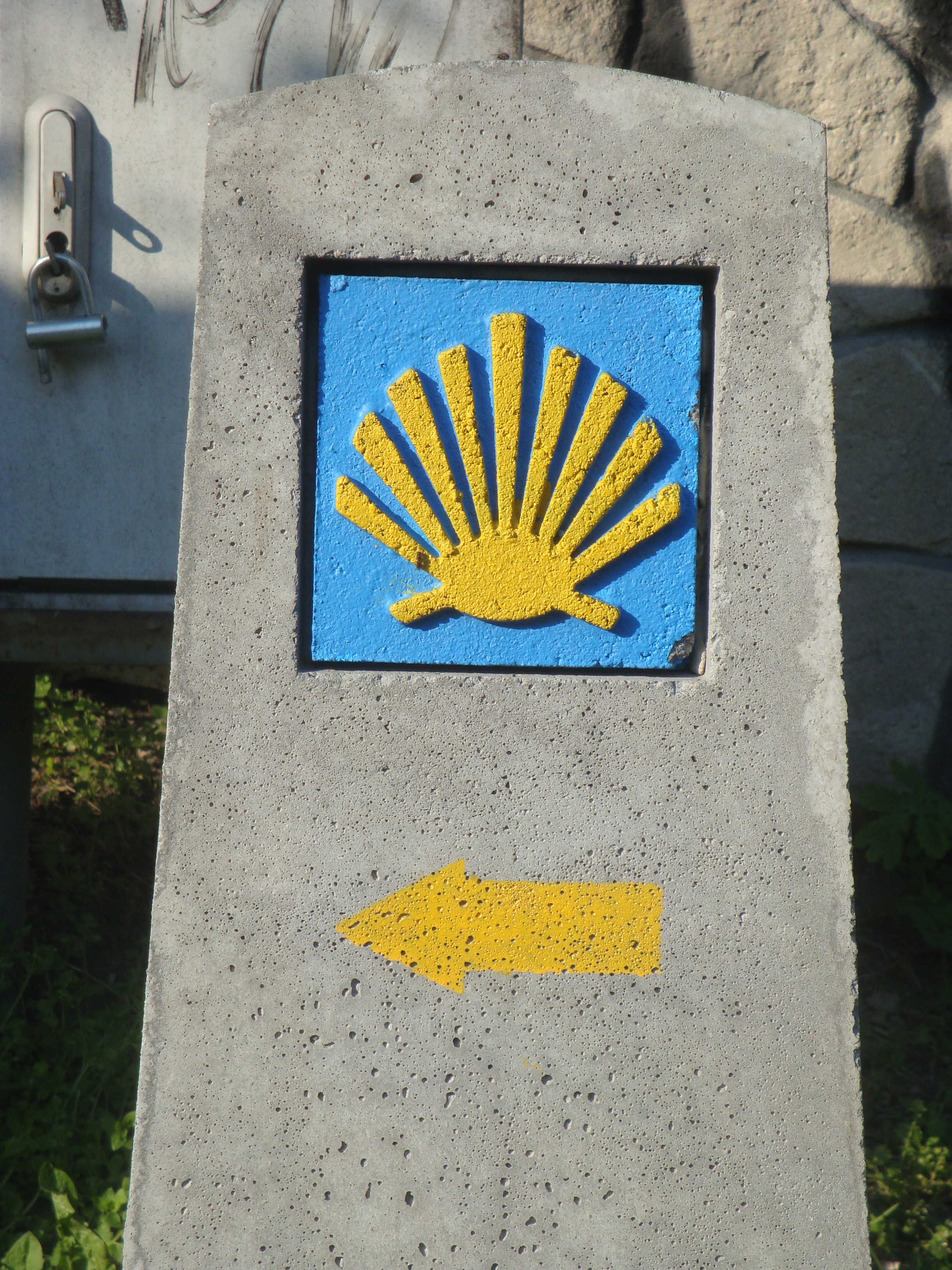
Chemin de Petite-Pologne

Parmi les nombreux vestiges du passé, nous pouvons citer :
- une ancienne porte de la ville de style gothique datant du XIVe siècle (Brama Opatowska)
- la vieille ville (XIVe siècle)
- hôtel de ville gothique du XIVe siècle, maisons gothiques et renaissances
- églises :
  - l’ensemble formé par l’église saint Jacques (construite de 1126 à 1250 à l’initiative d’Iwo Odrowąż) et la basilique avec un portail en briques de style roman, première église du Chemin de Petite-Pologne, section du pèlerinage de Saint-Jacques-de-Compostelle.
  - l’église du saint Esprit, style gothique (XIVe siècle)
  - synagogue (XVIIe/XVIIIe siècle)
  - palais des évêques (XIXe siècle
  - cathédrale gothique
  - église saint Paul (XVe siècle)
  - église saint Michel (XVIIe siècle)
  - église saint Joseph (XVIIe siècle)
- le Collegium Gostomianum, une des plus vieilles école moyenne de Pologne dont l’aile la plus ancienne date de 1602
- la maison fondée par Jan Długosz en 1476, qui accueille aujourd’hui le musée diocésain
- un grenier de 1696
- un château du XIVe siècle, transformé en 1525, détruit en 1656, seule l’aile ouest a subsisté

## Culture locale et patrimoine

### Musées
- Maison Dlugosz (Dom Długosza), fondée par Jan Długosz, située au no 9 rue Jan Dlugosz à Sandomierz. Le bâtiment construit en 1476 dans le style gothique tardif abrite le musée diocésain avec une collection d'art sacré depuis 1936.

### Autres équipements culturels
Centre culturel de Sandomierz (Sandomierskie Centrum Kultury).

### Cinéma et télévision
L'action de la série policière Ojciec Mateusz qui met en scène les enquêtes menées par le prêtre catholique Mateusz Żmigrodzki (Artur Żmijewski) a pour lieu la ville de Sandomierz,.

### Personnalités liées à la commune
- Henri de Sandomierz (1130-1166), duc de Sandomierz
- Vincent Kadlubek (1150-1223), curé de la cathédrale de Sandomierz, évêque de Cracovie, chroniqueur
- Saint Hyacinthe de Cracovie (1184-1257), chanoine de Sandomierz puis réformateur dominicain

- Mikołaj Gomółka (1535-1591), compositeur polonais né à Sandomierz
- Wacław Król (1915-1991), as de l'aviation polonaise de la Seconde Guerre mondiale né à Sandomierz
- Piotr Nurowski (1945-2010), Président du Comité national olympique polonais né à Sandomierz
- Dariusz Pietrasiak, footballeur polonais né à Sandomierz en 1980
- Karol Bielecki, handballeur polonais né à Sandomierz en 1982
- Andrzej Sarwa, écrivain né à Sandomierz
- Andrzej Schinzel (1937-2021), mathématicien polonais.

## Jumelage
- Emmendingen (Allemagne)
- Newark-on-Trent (Royaume-Uni)
- Ostroh (Ukraine)
- Volterra (Italie)